# Abd al-Hakim Amer
Abd al-Hakim Amer (arabul: محمد عبد الحكيم عامر, Astal, 1919. december 11. - Kairó, 1967. szeptember 14.) egyiptomi tábornok, aki az ország több fegyveres konfliktusának idején az egyiptomi hadsereg főparancsnoka volt. 1952-ben kulcsfigurája volt a Faruk egyiptomi király elmozdítását eredményező katonai puccsnak és Gamal Abdel Nasszer hatalomra juttatásának. Nasszer diktatúrája alatt, 1958-tól 1965-ig elnökhelyettesi pozíciót töltött be. A hatnapos háborúban elszenvedett egyiptomi vereséget követően elfordult Nasszertől és - állítólagosan - puccsot szervezett megbuktatására, mely azonban még a tervezési fázisban lelepleződött és Amert letartóztatták. Még a bírósági eljárás előtt öngyilkosságot követett el a börtönben. 

## Élete
Amer elemi iskoláinak elvégzése után a kairói katonai akadémián folytatta tanulmányait. 1938-ban végzett, 1939-ben kezdte meg aktív katonai szolgálatát. Tisztként szolgált az 1948-as arab-izraeli háborúban, majd vezető szerepet játszott az 1952-es egyiptomi forradalomban, jutalmul a hatalomra kerülő Nasszer az egyiptomi hadsereg vezérkari főnökévé nevezte ki. 1956-ban ő irányította a szuezi válság idején az izraeli-brit-francia koalíció elleni védelmi műveleteket, majd a konfliktus politikai lezárását követően nyilvánosan kritizálta Nasszert, amiért „támadást provokált ki az ország ellen" (utalva arra tényre, hogy a három ország támadását a szuezi-csatorna államosítása okozta).
Amer katonai pályáját az Izraellel szemben elvesztett hatnapos háború zárta le. A vereségért Nasszer főként Amert okolta, aki időközben az észak-jemeni polgárháborúban harcoló egyiptomi csapatokat irányította, de felrótta neki a Sínai-félsziget kiürítését is. Még az év folyamán felmentették az aktív szolgálatból és nyugdíjba küldték. 
1967 augusztusában Amert 50 egyiptomi tiszttel és két korábbi miniszterrel együtt letartóztatták, azzal vádolva őket, hogy puccsot szerveztek Nasszer eltávolítására. Amert gízai otthonában tartották fogságban. A hivatalos jelentés szerint 1967. szeptember 14-én megmérgezte magát. Családja azonban 2012-ben az elhalálozás körülményeinek kivizsgálását kérte az ügyészségtől, állításuk szerint Amert meggyilkolták.